# Kvašáky
Kvašáky nebo rychlokvašky je tradiční lidové označení okurek kysaných v solném nálevu.

## Příprava

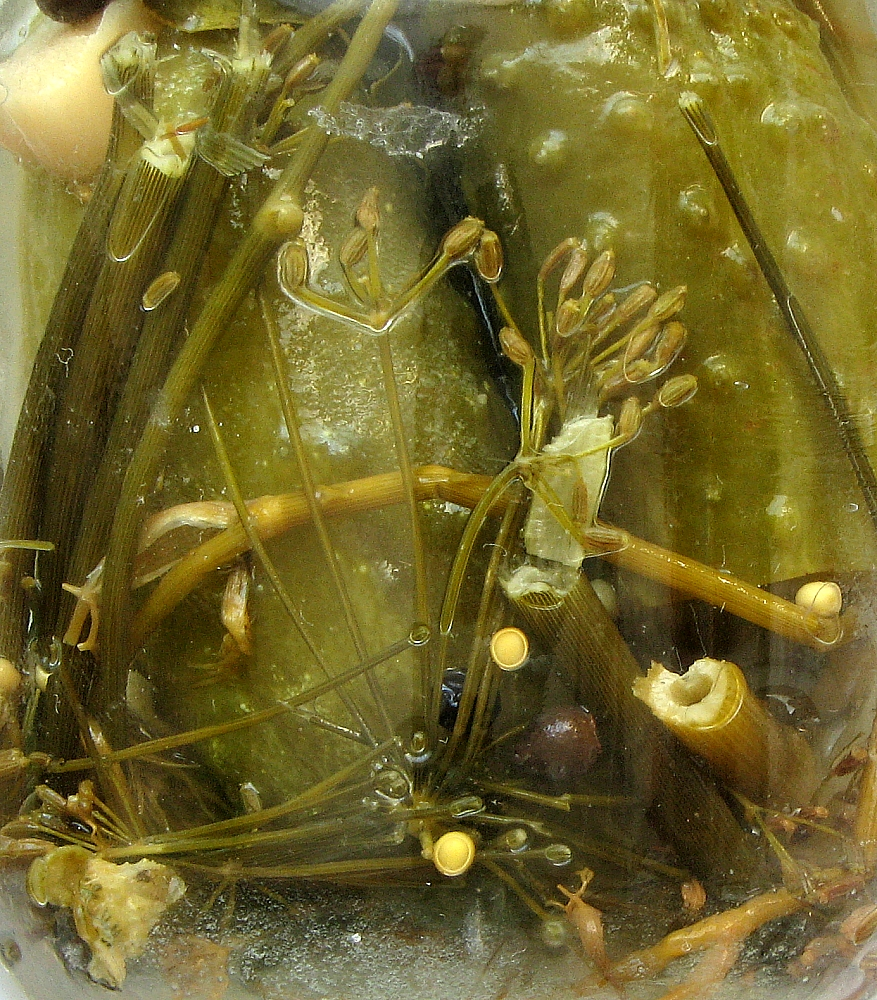
Kvašáky s koprem

K přípravě kvašáků se používají zpravidla větší okurky než na nakládání do octa (asi 10–15 cm). Očistí se a namočí na několik hodin do vody, aby se zbavily hořké chuti. Do sklenice se dá křen, kopr, vinný list, višňový list, kuličky celého pepře, popř. další ingredience podle chuti, na to se naskládají okurky a přelijí vodou svařenou s kuchyňskou solí (asi 40 gramů soli na litr vody). Doporučuje se okurky propíchat, aby mohl unikat oxid uhličitý; kdo to neudělá, bude mít tzv. močáky, ze kterých při konzumaci stříká šťáva. Okurky se ve sklenici zatíží např. skleničkou nebo dřívkem (nesmí dojít ke kontaktu se vzduchem, jinak se zkazí) a překryjí prodyšnou látkou. Postupně nastane mléčné kvašení, tekutina se zakalí, okurky změknou a dostanou příjemně nakyslou chuť.
Rozlišujeme dva základní druhy:
- rychlokvašky se zalévají teplým nálevem, někdy se přidává i kůrka chleba nebo trocha cukru pro usnadnění fermentace; skladují se při pokojové teplotě a jsou hotové za několik dní
- kvašáky na zimu se zalévají nálevem vychlazeným, kvůli konzervaci se do nich dává hodně křenu či křenového listí, takže vydrží ve studeném sklepě až do jara.

## Použití a význam pro zdraví

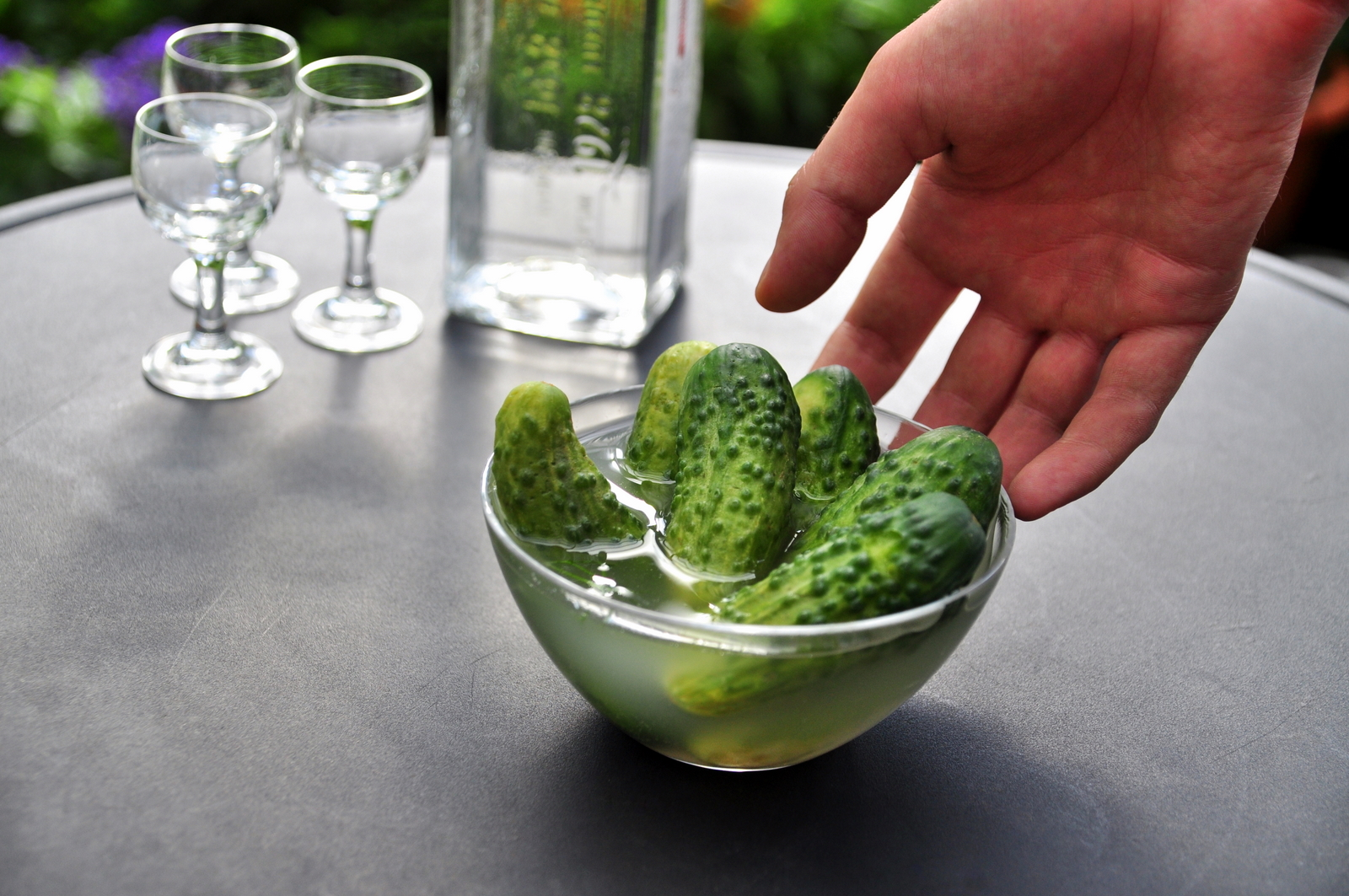
malosol (Polsko)

Kvašáky i lák z nich jsou oblíbenou letní pochoutkou, která v horku osvěží a podporuje látkovou výměnu.[zdroj⁠?!] Obsahují totiž zdraví prospěšné a pro bezchybné fungování organismu nezbytné látky včetně enzymů, vitamínů, minerálií a stopových prvků, aminokyselin, mastných kyselin a organických kyselin. Podobně jako zelenina obsahují také antioxidanty a antimutagenní látky, jednoduché cukry, fruktooligosacharidy a vlákninu. V neposlední řadě je třeba zmínit příznivě působící střevní bakterie, které patří k tomu nejcennějšímu, co probioticky kvašená zelenina nabízí.
Na Ukrajině nejčastěji se k nim přikusuje chleba se sádlem a zapíjí se vodkou (horilka). Vyrábějí se pod názvem malosol ve všech slovanských zemích, Rusové je používají i v teplé kuchyni k přípravě polévky zvané soljanka. Na Moravě je svými kvašáky proslulý Bzenec, kde se tradiční pouť k Nanebevzetí Panny Marie nazývá „kvašáková“ pro množství stánků nabízejících tuto pochoutku.